# De la phénoménologie
De la phénoménologie, précédé d'un avant propos approbateur d'Edmund Husserl est un ouvrage du philosophe allemand Eugen Fink assistant et secrétaire particulier d'Husserl dans les années 1930. Cette œuvre reprend le contenu de quatre études parues entre 1930 et 1939, études qui ambitionnent de restituer toute sa rigueur et sa singularité à la pensée husserlienne, ce faisant elles conduisent la phénoménologie à ses limites écrit Didier Franck. Il s'agit de Représentation et Image, La philosophie phénoménologique d'Edmund Husserl face à la critique contemporaine, Que veut la phénoménologie d'Edmund Husserl, Le problème de la phénoménologie d'Edmund Husserl.

## Re-présentation et Image
En première partie de l'ouvrage, l'étude, titrée Re-présentation et Image et sous-titrée Contributions à la phénoménologie de l'irréalité, s'attache selon son traducteur Didier Franck « aux rapports entre présentation et « re-présentation », dans le cadre d'une question sur le sens phénoménologique de l'irréalité » . Sachant que le flux transcendantal des vécus est un enchaînement unitaire de présentations et de re-présentations Fink interroge le sens des intentionnalités qui comme les rétentions et les protentions , ne sont ni des présentations ni des re-présentations. De telles intentionnalités et les horizons qui leur correspondent accompagnent toute présentation comme condition de possibilité de toute objectivité.
L'introduction expose que c'est dans l'équivocité des thèmes de la représentation et de l'image que cette étude trouve sa justification. Représentation et image débute sur quelques définitions formelles et  l'analyse de la « pré-compréhension » des phénomènes thématiques (car toute question présuppose une pré-donnée déterminée de ce sur quoi elle porte), poursuit par une analyse du concept de réduction et termine en rappelant la spécificité de toute analyse phénoménologique.
La  première section est consacrée à l'analyse des actes qui correspondent à des représentations  (re-souvenir, pro-souvenir, souvenir du présent, imaginations, itérations, re-présentations signitives, rêves) note David Chaberty dans sa thèse. Le critère qui permet de partager l'impression (ou perception) et l'imagination reste chez Fink, comme chez Husserl, « le mode de présence » et l'essence de l'imagination est aussi saisie négativement par rapport à la perception. François-David Sebbah dans son intervention note chez Fink les traits distinctifs suivants : « il y a d'abord la thématisation des protentions et des rétentions comme « dé-présentations » (Entgegenwärtigungen) et l'introduction explicite à côté des présentification des re-souvenirs, des notions de souvenir de présent et de pro-souvenir ».
La deuxième section propose une première analyse spécifique de la « conscience d'image ». Contrairement à ce qui est dit plus haut de la re-présentation à laquelle appartient la « conscience d'image » « le statut de la conscience d'image a cette particularité de n'être dépendant d'aucun acte positionnel qui lui soit antérieur [...] l'image est elle-même présentation [...], le support de l'image [...] s'efface au profit de son irréalité essentielle [...] L'image agit à l'instar d'une fenêtre entre elle-même et le monde réel qu'elle habite », souligne Raphaël Célis dans la Revue philosophique de Louvain

## Face à la critique contemporaine
La deuxième étude de 1933, incluse dans De la phénoménologie  intitulée La philosophie phénoménologique d’Edmond Husserl face à la critique contemporaine , se veut une réponse de ce proche de Husserl à « l’évaluation criticiste de la phénoménologie », écrit David Chaberty. C'est cette étude qui reçoit, dans un avant-propos, la chaleureuse approbation de Husserl.

### Problématique
La problématique de cette seconde étude  est ainsi définie par son traducteur Didier Franck « la seconde étude, contresignée et expressément approuvée dans son contenu par Husserl, vise d'abord à répondre aux critiques que les néo-kantiens adressèrent à la « phénoménologie transcendantale ». Mais elle excédera vite, selon son traducteur, les dimensions d'une réfutation pour atteindre celles d'une interprétation principielle de la phénoménologie dans l'unité de son développement. Si les néo-kantiens méconnaissent l'originalité de la phénoménologie en l'interprétant comme un criticisme dévoyé, c'est qu'une homonymie des concepts fondamentaux et une ressemblance architectonique les y autorisent. Ces similarités recouvrent cependant de profondes différence de signification que Fink s'emploiera à souligner en les référant aux problèmes fondamentaux qui animent et le criticisme et la phénoménologie »

### Développement
Fink abandonne d'emblée les introductions et points de départ traditionnels en usage dans la présentation de la phénoménologie (théorie de la connaissance, fondation de la logique) pour inviter à une rupture. « Il n'est pas possible d'interpréter brièvement la transformation des problèmes traditionnels en problèmes phénoménologiques, nous ne pouvons atteindre le sens le plus authentique de la phénoménologie sans une sorte de violence » écrit Fink (p.118).

#### Réfutation des critiques
Selon Fink, rappelle Jean-François Lyotard les critiques les plus virulentes, à l'encontre de la pensée d'Husserl proviennent des néo-kantiens qui s'appuient sur l'aspect intuitionniste de la philosophie transcendantale pour l'accuser d'obéir à un préjugé empiriste. Or pour Fink, « la phénoménologie ne se pose pas le problème criticiste, elle se pose le problème de l'« origine du monde », celui-là même que se posaient les religions et les métaphysiques, [...] et pas seulement les conditions des possibilités du monde pour moi »,.
Ainsi, la critique qu'adresse le criticisme à la phénoménologie, s'exerce de l'extérieur, en prenant pour base un concept de méthode qui vise la faculté de connaître (p.97). Cette appréhension extérieure, c'est-à-dire à partir d'une problématique criticiste, conduit la critique néo-kantienne à un certain nombre de préjugés et donc de mésinterprétations quant à la phénoménologie(p.137) Or la seule et unique méthode de la philosophie phénoménologique est la « réduction ». « C'est avec la réduction que commence la philosophie phénoménologique » écrit Fink (p.127).
Les critiques adressées, par exemple, aux Recherches logiques tombent à plat « dans la mesure où la véritable compréhension exhaustive et pénétrante des Recherches logiques présuppose la connaissance de la philosophie transcendantale phénoménologique. »(p.103). Il conviendrait d’interpréter la Phénoménologie à partir de ses derniers développements. Incidemment Fink rejette la qualification de dégénérescence à propos de la phénoménologie de Husserl qui aurait été infidèle à son commencement, criticiste, sans le dire (p.129).
La critique néo-kantienne ajoute Fink, n’est pas nulle du fait qu’elle ne souscrit pas à toutes les propositions de la phénoménologie, mais elle ne porte pas, parce qu’elle ne saisit pas le problème phénoménologique de l’intérieur. Fink détaille les critiques néo-kantiennes adressées à la phénoménologie, accusée successivement de verser dans l'empirisme puis dans l'intuitionnisme, comme aussi celles de « considérer comme réelles les objectivités idéales et de leur conférer, à la faveur de son empirisme naïf, l’existence ». Le problème fondamental de la phénoménologie est par essence , contrairement au questionnement criticiste, ignoré de l'attitude naturelle. Ce problème n'apparaît que dans et par la réduction phénoménologique(p.126)
Rechercher les fondements de la connaissance  ne consiste pas seulement à prendre en compte les conditions de la connaissance des objets, mais elle se doit de prendre en vue l’élément même de la connaissance, à savoir le « monde ». En définitive, pour Fink, « la phénoménologie ne saurait s'éloigner du criticisme, parce qu'elle n'en fut jamais proche »(p.117).

#### Le sens de la phénoménologie
La démarche qui consiste à partir des problèmes philosophiques traditionnels pour comprendre la phénoménologie est vouée à l'échec (p.118). . Fink, souligne le caractère mondain de la philosophie criticiste (119). « La question fondamentale de la phénoménologie, par laquelle elle renoue, chemin faisant, avec de nombreux problèmes traditionnels [...] peut se formuler comme la question de l'« origine du monde » » (p.119). Question qu'Emmanuel Housset, reformule comme « énigme de la transcendance du monde ». 
Fink expose le « comment » de la démarche qui consiste à transcender le monde pour en découvrir le sens. Partant de l'« attitude naturelle », la « réduction » dont il s'emploie à décrire quelques caractéristiques devient le mode par excellence de la phénoménologie. La « réduction » n’est pas le simple retour au sujet transcendantal, mais constitue, comme le dit Fink, « l’authentique découverte de la croyance au monde, la découverte du monde comme dogme transcendantal. Fink parle de la difficulté  devant toute entreprise d'exposition de la doctrine de la « réduction phénoménologique » qui ne peut que se présupposer elle-même. Le problème philosophique de la phénoménologie ne peut être exposé dans l'orbe de l'attitude naturelle, attitude qui est précisément relevée par l'accomplissement de la réduction. Toutes les premières déterminations de la doctrine de la « réduction » dans les premières œuvres, et notamment dans les Ideen I  doivent être fondamentalement dépassées (p.130-131).

#### L'attitude naturelle et la croyance au monde
La phénoménologie, bien loin d’être un empirisme naïf, pose le problème de l’origine de la connaissance,.
Faisant référence aux Ideen et de leur présentation de la réduction Fink parle d'un engagement et d'un empêtrement dans l'« attitude naturelle » dont Husserl n'arrive pas à se défaire. En fait toutes les attitudes de l'homme demeurent fondamentalement à l'intérieur de l'attitude naturelle(p.132). Fink parle d'un « monde universel spatio-temporel déjà présupposé comme quelque chose qui est constamment et par avance là pour moi » (p.136) . La « réduction » est justement le seul moyen de rupture. « Le concept d'attitude naturelle n'est pas un concept mondain pré-donné mais un concept « transcendantal » » (p.132). S'agissant de l'accomplissement de l'acte de réduction, il voit en lui « un moment structurel, qui reçoit le sens existential d'un effort extrême de l'homme, la signifiance vivante de l'ultime aventure de la connaissance » (p.29).

#### L'aperception transcendantale du monde
L'aperception est une perception accompagnée de réflexion et de conscience.
Il y a de la naïveté pour une philosophie à vouloir connaître les objets du monde tout en restant aveugle au monde lui-même. C'est tout le problème de l'origine du monde. Le monde nous est donné comme « un univers de validités [...]l'homme est le sujet qui dans sa vie intentionnelle, admet le monde, s'y admet lui-même en tant qu'homme [...] D'amples recherches intentionnelles sont nécessaires pour pouvoir comprendre dans sa structure interne l'être-pour-nous du monde, cette texture de validités prodigieusement diverse, complexe et en constante métamorphose »(p.133).
La croyance mondaine correspond à une « conscience universelle permanente du monde, se modifiant elle-même, dont les contenus sont en flux constant : la constante aperceptiondu monde ». La détermination de l'attitude naturelle commence par la croyance intra-mondaine (p.134).
Mais « accepter le monde comme un état de fait évident, c'est demeurer aveugle à la première de toutes les énigmes, l'énigme de l'être du monde lui-même en tant que monde ne recevant sens et valeur d'existence que de l'aperception fluante du monde et cela avec tous les contenus selon lesquels il est concevable que le monde nous soit donné à tout moment ». L'homme est impliqué dans la croyance mondaine, le monde ne peut avoir en ce sens aucun caractère objectif. L'époché n'est pas l'invalidation d'une croyance reconnue mais l'authentique découverte de la croyance au monde, la découverte du monde comme dogme transcendantal(p.135).
Tout acte de la vie éveillée présuppose un monde pré-donné  à travers une « aperception universelle toujours fluante » qui malgré sa modification perpétuelle se présente comme une unité (p.137). Cette aperception universelle du monde autorise « la possibilité d'une épochè universelle portant sur le monde toujours déjà pré-donné et sur tous les actes et productions d'actes qui prennent et prendront en lui leur motivation »(p.137).
En interdisant toute prise de position sur le monde, l' épochè ou « réduction phénoménologique » fait de la conscience l'objet de la recherche. Avec la réduction transcendantale le monde apparaît à cette conscience comme phénomène. « C'est la vie transcendantale absolue et concrète dans laquelle le monde et moi-même en tant que sujet humain sont des phénomènes ontiques [...] La réduction fait faire l'expérience de l'aperception transcendantale absolue et concrète du monde en tant que flux permanent [...]  La méthode phénoménologique donne accès à tout ceci et au mode d'origine intentionnelle de son sens d'être mondain »(p.138).

#### L'ego transcendantal
« La mise entre parenthèses du monde ( opérée dans l'épochè) [...] rend possible pour la première fois l'établissement d'un ego de réflexion qui ne se tienne pas d'entrée de jeu à l'intérieur de l'auto-aperception humaine mais qui lui soit extérieur », écrit Eugen Fink(p.141-142). L'épochè qui n'est pas une simple inhibition mondaine de la croyance au monde mais une mise hors circuit de la croyance dans l'homme qui accomplit la croyance, c'est-çà-dire, mise entre parenthèses de l'appréhension de soi alors le véritable sujet de la croyance est découvert l'« ego transcendantal » pour qui le monde, le sujet intra-mondain et la totalité de ses objets, est un univers de validités transcendantales(p.136). Selon Fink, il est possible de distinguer, à l'intérieur d'une unité globale, à différents niveaux de profondeur, trois ego dans le cours de l'accomplissement de l'époché à savoir un ego engagé dans le monde (le Je, l'homme), l'ego transcendantal possédant le monde comme pré-donné et l' ego qui accomplit l'époché.
« La réduction phénoménologique n'est pas primairement une méthode de simple mise hors circuit, mais de reconduction. Elle conduit le sujet philosophant, dans la prise de conscience de soi la plus radicale, à travers lui-même, vers la vie de croyance transcendantale (vie recouverte par son auto-aperception en tant qu'homme) dont le monde est le corrélat de validité »(p.154).

#### La subjectivité transcendantale
« En se libérant de tous les concepts naïfs [...] la phénoménologie transforme la question de l'« être-du-monde » en question sur l'essence de la subjectivité transcendantale pour laquelle et en dernier instance le monde vaut, et dans la vie de laquelle, tandis que la vie se configure en unité de perception universelle, la croyance au monde et le sens d'être du monde qui lui appartient sont en devenir constant »(p.139). « La démarche méthodique de la phénoménologie [...] est déterminée par l'interprétation de l' ego qui prend le phénomène du monde comme fil conducteur »(156). 
« C'est la réduction menée jusqu'à son terme qui est la condition de la possibilité de la formation d'un ego  de réflexion non mondain qui en retour rendra possible la découverte de l'authentique sujet de la croyance au monde à savoir la « subjectivité transcendantale » admettant le monde comme valable »(p.139-140), Ce qui définit la subjectivité transcendantale c’est qu’ « elle est le  corrélat du « monde pré-donné », du « monde phénomène »,. 
Chez Husserl, l'expression « subjectivité transcendantale » concerne la vie de la conscience au sein de laquelle se met en place le monde « pré-donné » que la réduction a pour objet de suspendre. Husserl rappelle d'abord les termes du problème classique de la transcendance : « comment l’intériorité ou l’immanence d’un moi naturel ou mondain peut-elle s’ouvrir sur l’extériorité du monde ? [...] d’où vient le faux problème de la transcendance ? Il vient d’abord de la méconnaissance de la vraie nature de la subjectivité, qui est transcendantale, non mondaine ». Pour lui, tout objet pensable reste selon les principes de la constitution transcendantale une formation de sens de la subjectivité pure. Husserl use d'une voie indirecte pour approcher la subjectivité. « Le véritable thème de la phénoménologie est le devenir du monde dans la constitution de la subjectivité transcendantale » écrit Didier Franck dans sa préface.